# Hilton (Ontario)
Hilton es un municipio canadiense situado en la provincia de Ontario.

## Superficie
Hilton tiene una superficie de 114,77 km².

## Demografía
En 2021, tenía 382 habitantes, una densidad poblacional de 3,3 hab./km², y 335 viviendas.